# Робсон (пролив)
Робсон (англ. Robeson Channel) — пролив в Северном Ледовитом океане, разделяет острова Гренландия и Элсмир, является северной частью пролива Нэрса.
Соединяет залив Холла на юге с Северным Ледовитым океаном на севере. Длина пролива составляет около 80 км при ширине от 18 до 29 км.
Невдалеке от пролива Робсон находится селение Алерт — самое северное поселение в мире с постоянным населением. Пролив был назван в ходе полярной экспедиции 1871 года под руководством Чарльза Франсиса Холла. Получил название по имени министра военно-морских сил США Джорджа Максвелла Робсона.